# Mohammad Khosh Heikal Azad

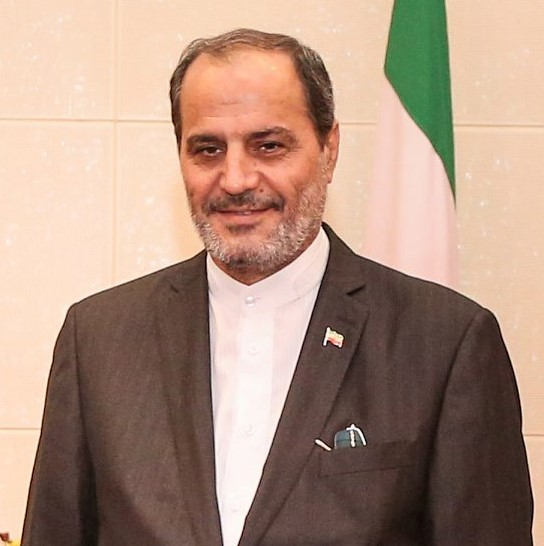
Mohammad Khosh Heikal (2020)

Mohammad Khosh Heikal Azad (* 2. Februar 1960) ist ein iranischer Diplomat.

## Werdegang

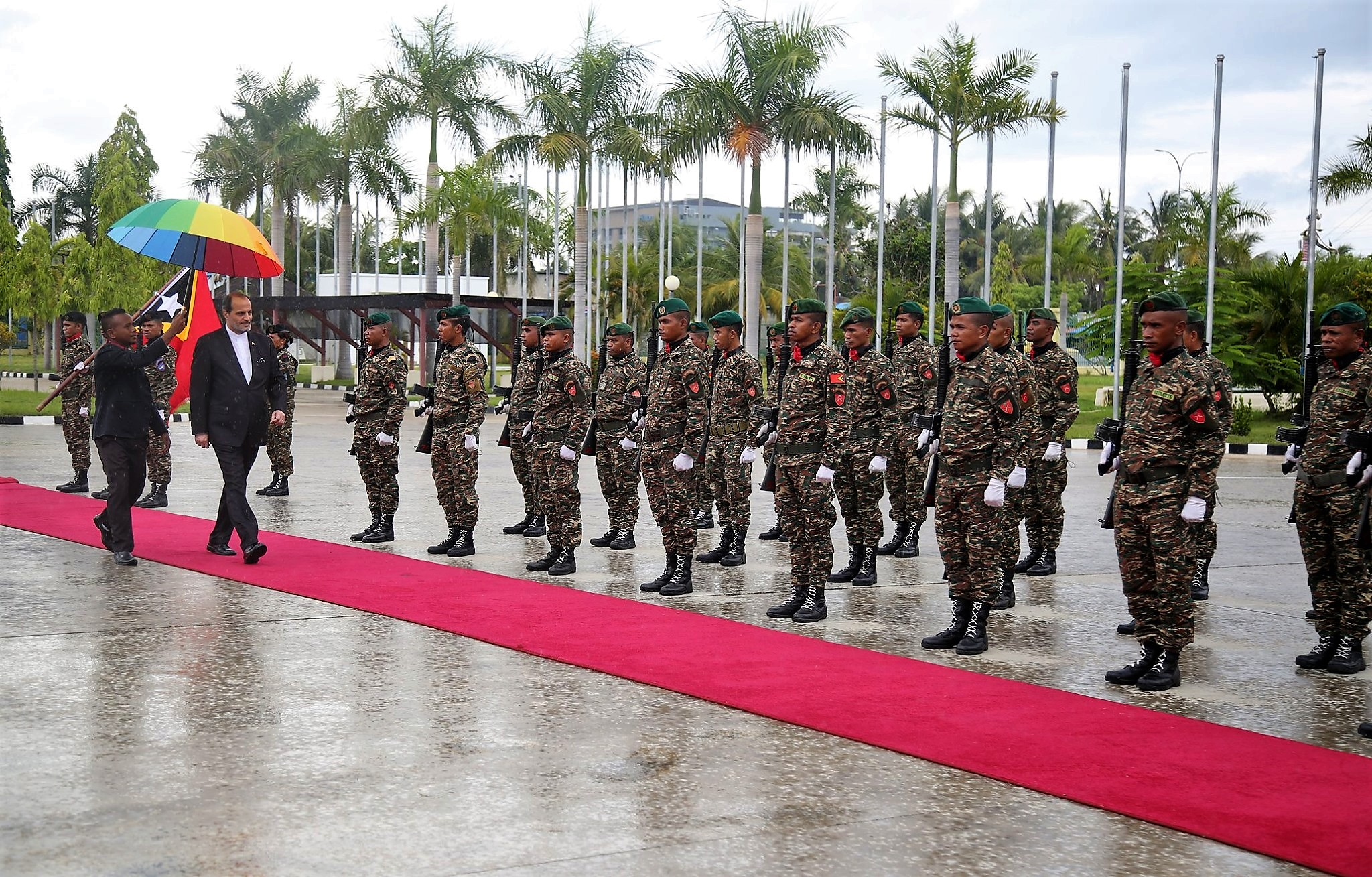
Azad am Tag seiner Akkreditierung in Osttimor (2020)

1986 erhielt Azad einen Bachelor in „Political Relations“ und 1999 seinen Master in „Political Management“ an der Fakultät für internationale Beziehungen des Außenministeriums. 2013 folgte ein weiterer Master in Regionalstudien an der Islamischen Azad-Universität und 2018 in Amerika-Studien ein Doktortitel von der Universität Teheran.
Von 1986 bis 1988 war Azad als Experte in der 7. politischen Abteilung des iranischen Außenministerium. Von 1989 bis 1994 war er als Diplomat an der iranischen Botschaft im indonesischen Jakarta. Danach kehrte er zurück an das Außenministerium und war bis 1999 Experte in der 2. Abteilung für Süd- und Ostasien. Es folgte bis 2003 ein Diplomatenposten an der iranischen Botschaft in Kuala Lumpur (Malaysia) und bis 2005 stellvertretender Direktor der 2. Abteilung Ostasien und Ozeanien im Außenministerium.
Von 2005 bis 2010 war Azad stellvertretender Botschafter an der iranischen Botschaft in Jakarta, bis 2015 Direktor der 1. Abteilung Ostasien und Ozeanien im Außenministerium, bis 2018 Berater des stellvertretenden Außenministers für Asien und Ozeanien und bis 2019 Assistent des Generaldirektors für Asien und Ozeanien.
2019 wurde Azad zum iranischen Botschafter in Jakarta ernannt, mit Zuständigkeit für Indonesien und Osttimor. Am 20. Februar 2020 übergab Azad seine Akkreditierung an Osttimors Präsident Francisco Guterres.

## Sonstiges
Azad ist verheiratet und hat zwei Kinder. Als Fremdsprachen spricht er Englisch, Französisch und Indonesisch.